# Jawnpur
Jawnpur, ou Jaunpur, (en hindi : जौनपुर) est une ville de l'État de l'Uttar Pradesh en Inde.

## Géographie
Jawnpur est située au nord de Vârânasî, sur le fleuve Gomtî.

## Histoire
La ville a été créée par Fîrûz Shâh Tughlûq en 1359. Au XVe siècle, elle était le centre d'un sultanat puissant, créé en 1394 par la dynastie des Sharqi, qui prit fin avec sa conquête par les Lôdî, sultans de Delhi, en 1479. La ville fut ensuite investie par les Moghols au début du XVIe siècle.

## Lieux et monuments
- Atala Masjid : cette mosquée a été construite par le sultan Ibrahim (1401-1440), de la dynastie des Sharqui, sur des fondations datant de Fîrûz Shâh Tughlûq. Bien que construite sous le règne de souverains musulmans, la mosquée montre de nombreuses influences hindoues dans son architecture.

## Galerie

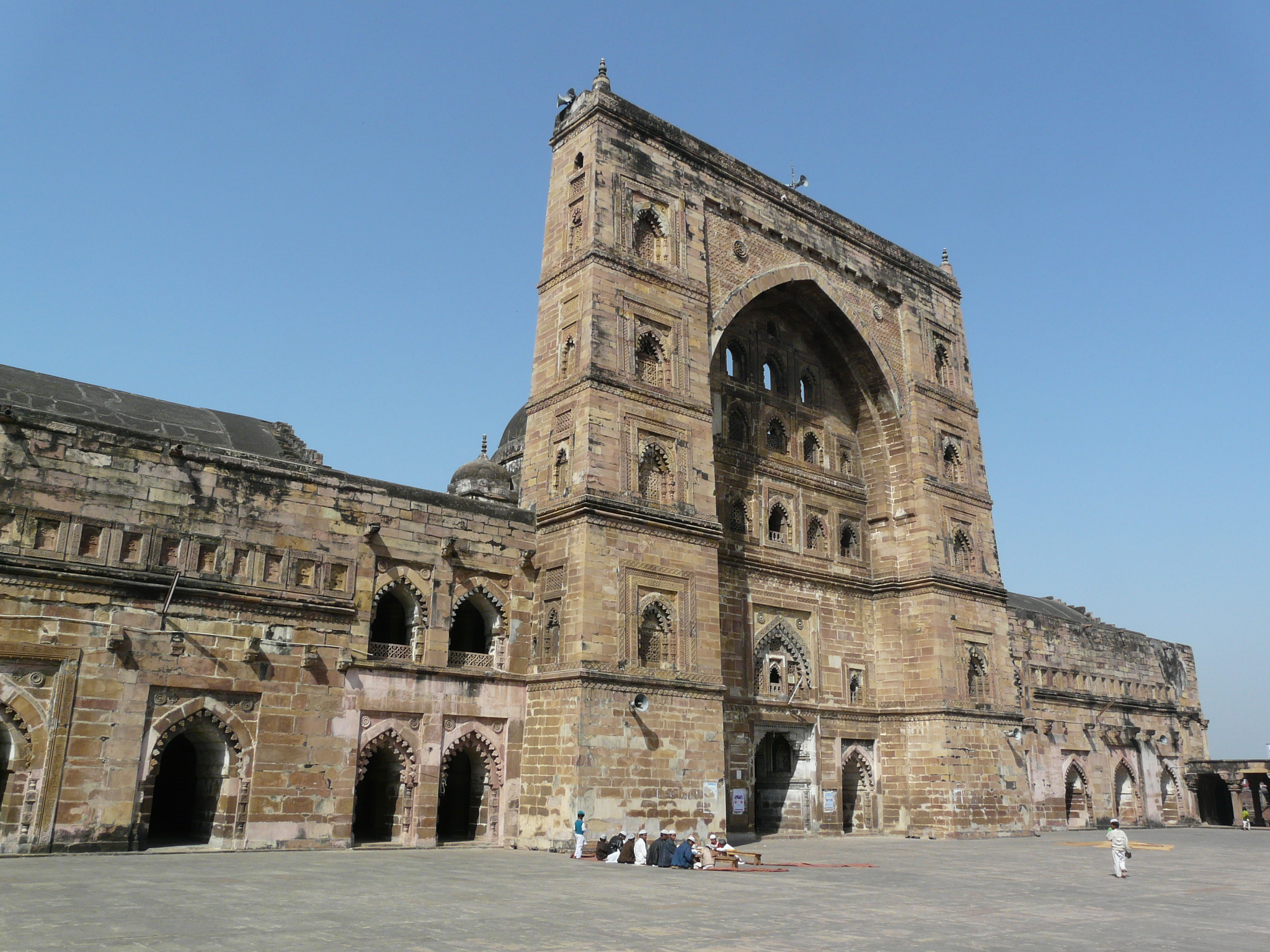
Façade principale de l'Atala Masjid
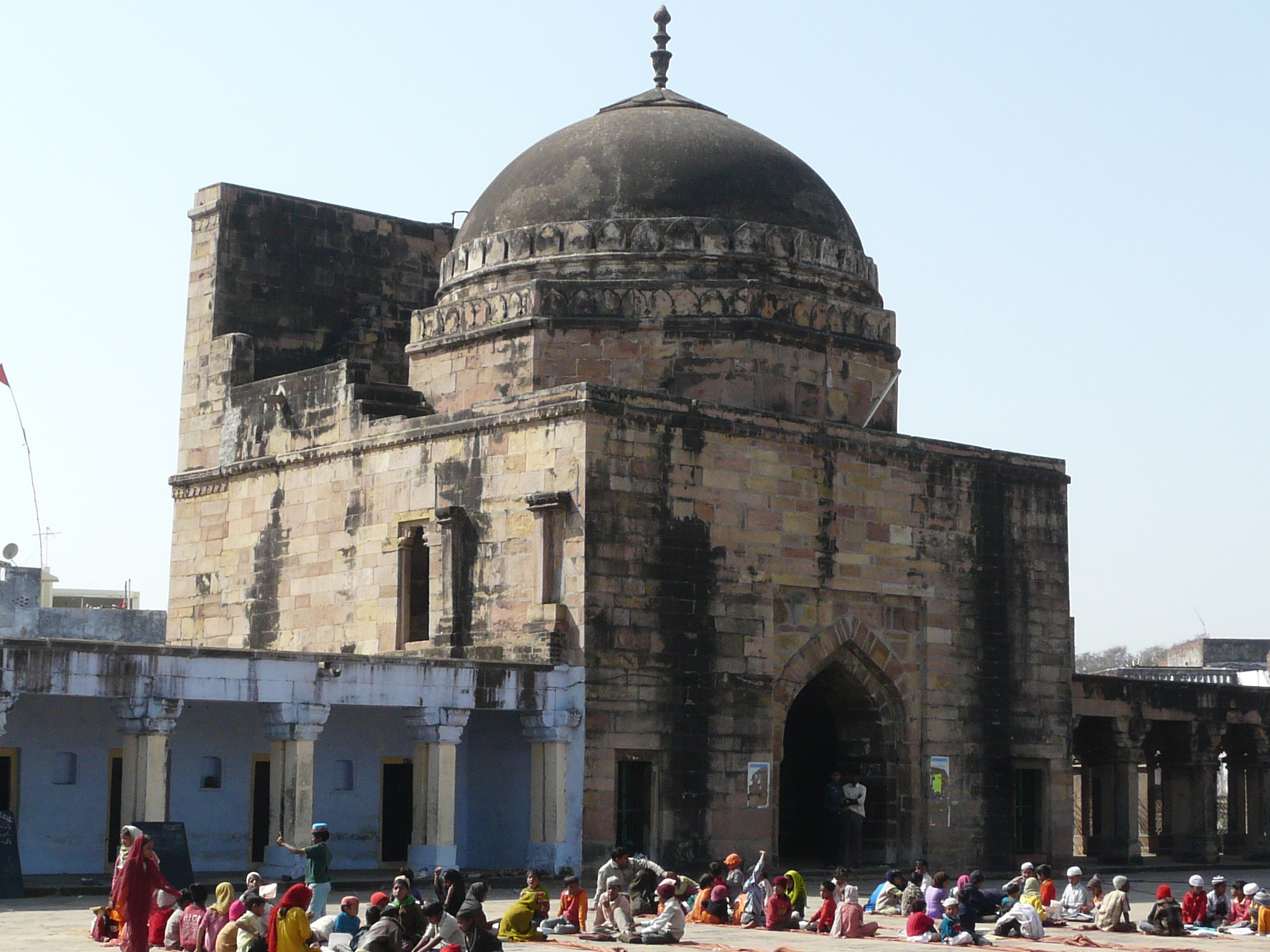
Entrée de l'Atala Masjid et médersa
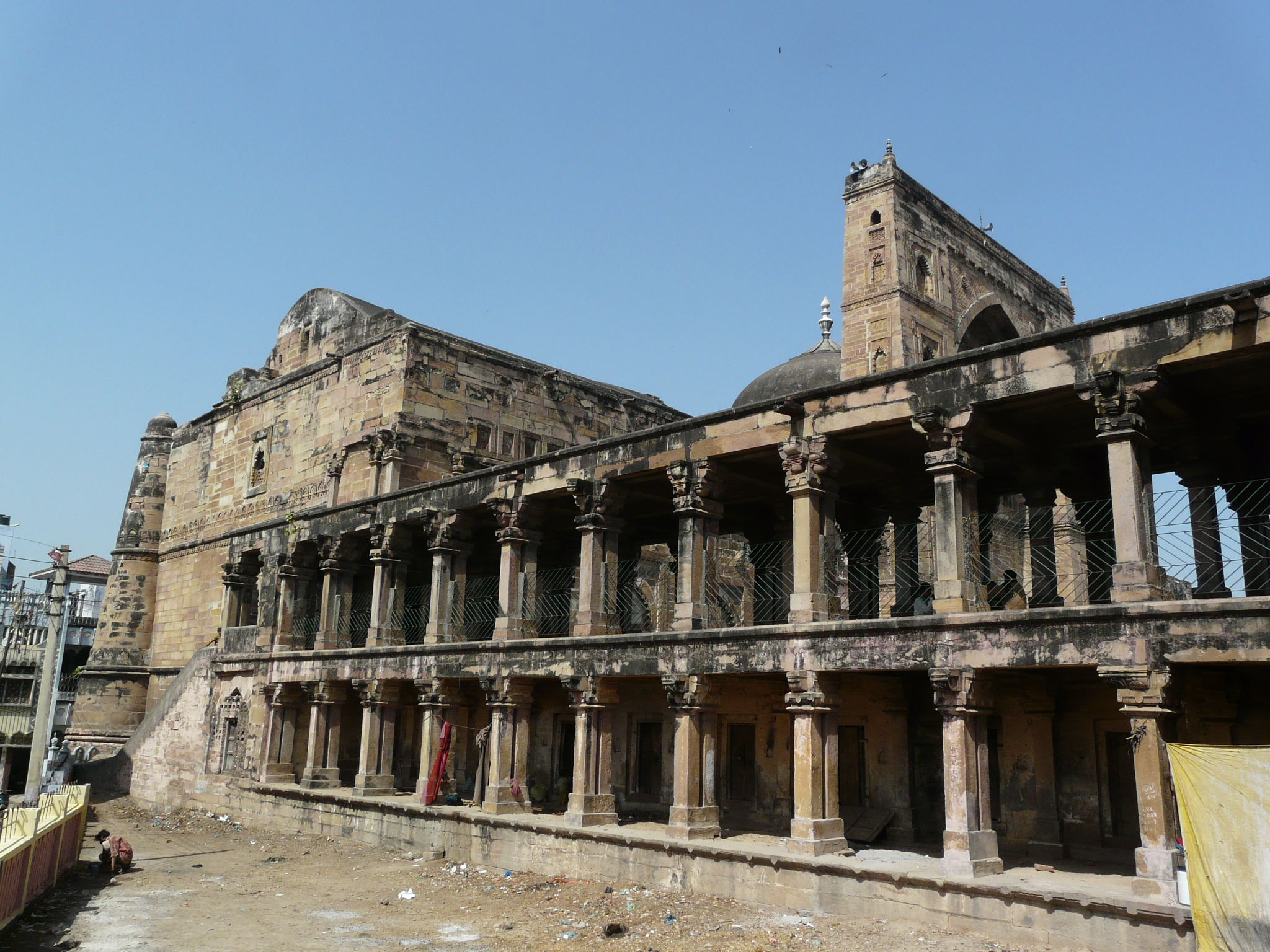
Façade sud de l'Atala Masjid